# Le Temps des as
Le Temps des as est une mini-série en coproduction française-allemande-belge-suisse-marocaine en 6 épisodes de 55 minutes, créée par Jean-Louis Lignerat et diffusée en France du 26 octobre au 30 novembre 1978 sur TF1.

## Synopsis
Après Les Faucheurs de marguerites (1974), ce deuxième volet de l'histoire de l'aviation relate les aventures d'Édouard Dabert, pionnier fictif de la conquête du ciel, pendant la Première Guerre mondiale. La suite est contée dans La Conquête du ciel (1980) et enfin L'Adieu aux as (1982).

## Distribution
- Bruno Pradal : Édouard Dabert
- Jean-Claude Dauphin : Étienne Leroux
- Georges Caudron : Julien Dabert
- Christine Laurent : Joséphine Leroux
- Gernot Endemann : Hans Meister
- Franz Rudnick : Solke
- Clément Michu : Jules Joly
- Félix Marten : Deperdussin
- Bernard Tiphaine : Vernon
- Gérard Hernandez : Louis Béchereau
- Philippe Brigaud : M. Brissot
- Fred Personne : Mathieu
- Friedrich von Thun : Anthony Fuller
- Jean-Marc Thérin : Julien
- Alexandre Rignault : Jérôme
- Jean-Michel Farcy : Davos
- Suzanne Gabriello : Mme Brissot
- Jacqueline Laurent : la mère de Joséphine
- Philippe Chauveau : Martin

## Synopsis des épisodes
Épisode 1.- En 1910, sur le terrain d'aviation d'Issy-les-Moulineaux, Edouard Dabert, mécanicien aéronautique va enfin céder aux instances de sa femme et lui donner son baptême de l'air. Julien, leur petit garçon, les regarde s'envoler. Quelques minutes plus tard, l'avion s'écrase, sous les yeux de l'enfant. Dabert en réchappe, mais Julien ne lui pardonne pas d'avoir "tué" sa mère. Rejeté par son fils, dégoûté de l'aviation, désespéré, Dabert quitte le terrain d'Issy-les-Moulineaux et disparaît sans laisser d'adresse.Dans le garage de province où il travaille incognito, il se lie d'amitié avec Etienne Leroux, un jeune mécano qui rêve de voler. Muni d'une lettre de recommandation d'Edouard, Etienne s'embarque pour Issy-les-Moulineaux. Dans le train, il fait la connaissance de Joséphine Lemieux, une jeune journaliste canadienne. Engagé par l'ingénieur Louis Béchereau, Etienne fait son apprentissage de rampant sur un monocoque de conception révolutionnaire.Quelques mois plus tard, la course Paris Madrid donne l'occasion à Edouard Dabert de retrouver son vieil ami Hans Meister en panne dans les Pyrénées. (Source : INA - www.ina.fr).
Épisode 2.- Etienne Leroux, devenu pilote, travaille avec l'ingénieur Béchereau, plein d'idées, mais dépourvu de moyens financiers. Criblé de dettes et poursuivi par les huissiers, Béchereau quitte Paris, cachant son monococque dans une ferme. Il va se laisser convaincre par Deperdussin, un homme d'affaires aventureux, et c'est la naissance de la SPAD (Société pour la production des appareils Deperdussin). A l'insu de Béchereau, Etienne engage le monocoque dans le "grand circuit européen". Il gagne étape sur étape, pour se classer finalement à la troisième place pour le vol d'essai. Etienne pense pouvoir enfin se consacrer à Joséphine mais ne réussit qu'à rompre avec elle. Elle se résigne à regagner le Canada. (Source : INA - www.ina.fr)
Épisode 3.- Devant les difficultés posées par la commercialisation de leur monocoque, Louis Béchereau et son associé Deperdussin décident d'aller explorer le marché américain. C'est pourquoi Jules Vernon et Etienne Leroux se rendent aux USA pour disputer la "Coupe America". Le Canada est trop proche pour qu'Etienne ne soit pas tenté de revoir Joséphine qui est revenue dans sa famille. Une visite éclair d'Etienne à la ferme, la réconciliation, bientôt suivie d'un mariage, mais il faut déjà se séparer, la course n'attend pas. Etienne redécolle pour les USA. Il va faire des prodiges aux commandes du monocoque de la SPAD, mais après avoir frôlé la victoire, un grave accident le force à abandonner. C'est Jules Vernon qui remporte l'épreuve sur le deuxième appareil. Souffrant de multiples fractures, Etienne retrouve Joséphine dans la ferme familiale où il apprend la faillite de la SPAD et l'arrestation de Deperdussin. C'est aussi le moment que choisit Hans Meister, un pilote allemand, ami des As d'Issy-les-Moulineaux, pour lui faire part des récentes découvertes aéronautiques, de la naissance de l'hydravion, un avion qui va peut-être permettre la réalisation du rêve impossible, la traversée de l'Atlantique.Mais la déclaration de la guerre met fin tragiquement à tous les espoirs. (Source : INA - www.ina.fr)
Épisode 4.- Dans les premiers mois de la guerre, Etienne Leroux doit se poser en catastrophe derrière les lignes françaises. Il y retrouve Edouard Dabert qui sert dans l'artillerie. Malgré l'insistance d'Etienne, Edouard reste fidèle à son vœu de ne plus voler. Il ne s'est pas pardonné l'accident qui a coûté la vie à sa femme et éloigné son fils de lui. Cependant, Etienne obtient de le faire muter comme instructeur dans une école militaire d'aviation. Son obstination à ne plus piloter attire à Edouard les brimades du commandant de l'école et le mépris des élèves pilotes. Le commandant de Lépine, qui cherche à créer une aviation de chasse, le fait alors nommer dans une escadrille où Davos (nom fictionnel pour l'aviateur réel Roland Garros, qui imagina le tir à travers le plan de l’hélice des avions militaires) expérimente une mitrailleuse qui tire à travers l'hélice. Dans un premier temps, cette arme secrète assure la suprématie aérienne aux Français. Mais les Allemands réussissent à capturer Davos et reprennent la maîtrise du ciel. De Lépine sort le cinéaste Jules Joly des tranchées pour lui confier une dangereuse mission en plein ciel. Piloté par son ami Edouard, Jules filme une bataille aérienne qui achève de convaincre généraux et ministres de l'urgence qu'il y a à débloquer des crédits pour créer une véritable aviation de guerre.Julien Dabert, qui a maintenant 17 ans, entre comme élève pilote à l'école militaire d'aviation. (Source : INA - www.ina.fr)
Épisode 5.- Parallèlement à la création de l'aviation de chasse, les missions de reconnaissance se poursuivent. Edouard Dabert dirige une de ces petites escadrilles la "C13". Engagé volontaire dans l'aviation, Julien Dabert, son instruction terminée rejoint le groupe d'observation commandé par son père. Ils ne s'étaient pas revus depuis six ans. De passage à l'escadrille, Etienne Leroux en profite pour chaperonner Julien qui affronte le baptême du feu. Abattu et capturé à l'issue d'un vol de reconnaissance solitaire, Dabert est fêté fraternellement par les pilotes de la Jasta allemande dont fait partie son vieil ami Hans Meister. Mais Etienne, au risque de sa vie, franchissant les lignes à la faveur de la nuit, aide Edouard à s'évader. Tous deux reviennent en territoire français, à bord d'un appareil allemand "emprunté" et en assez piteux état. Un transport de troupes canadiennes ramène Joséphine auprès d'Etienne, encore mal en point et qui l'accueille sur des béquilles. (Source : INA - www.ina.fr)
Épisode 6.- Etienne Leroux et Julien sont devenus inséparables. La guerre fait rage. Dans un camp comme dans l'autre, on compte de nombreuses victimes parmi les pilotes. Les Allemands redoutent tout particulièrement un Morane que dirige Vanesser. Un jour d'automne 1917, le fameux Morane est abattu. C'est Etienne qui tenait les commandes. Il sera enterré dans un cimetière de campagne. Joséphine reste seule pour élever l'enfant d'Etienne.L'évasion d'Edouard a valu à Hans Meister une mutation sur le front russe. Après une longue absence, il retourne à la "Jasta I", commandée par le baron Von Waldenburg. Et voici venu pour les as le temps de la démobilisation. (Source : INA - www.ina.fr)